# Dialecto salentino
El dialecto salentino (dialettu salentinu) es una variante diatópica romance perteneciente al grupo siciliano o italiano meridional extremo, hablado en Salento, territorio de la Apulia meridional. Distinto del los dialectos pulleses propiamente dichos (pertenecientes al grupo napolitano o italiano meridional medio), pertenece a la familia italorromance y está clasificado entre las variedades de tipo extremo-meridional junto a los dialectos hablados en Sicilia, en la Calabria centro-meridional y en el extremo sur de Cilento.
El área del dialecto salentino comprende toda la provincia de Lecce, el terreno de la provincia de Brindisi y la porción sur-oriental de la provincia de Tarento (excluyendo la ciudad de Tarento).

## Aspectos históricos, sociales y culturales

### Historia
La historia de los dialectos salentinos, de sustrato mesapio, es muy compleja y articulada, presentando, como cualquier otra variedad lingüística, influencias de 
adstrato derivadas tanto de las demás variantes italorromances como de otras continuidades lingüísticas neolatinas más lejanas y también de continuidades no romances (principalmente helenófonas); de estas influencias de adstrato tenemos evidencia sobre todo a nivel lexical y en la onomástica (especialmente derivada del idioma griego antiguo y del griego bizantino).
Hay varias teorías sobre el desarrollo de este lenguaje, pero también hay muchos desacuerdos entre los académicos, que a menudo no tienen una imagen bien definida de la situación; una cosa, sin embargo, es cierta: se trata de un dialecto derivado de un bilingüismo bien arraigado entre el romance (latín vulgar) y el griego bizantino.
Ya en el período de la Magna Grecia, con la creciente importancia de la agricultura sobre la industria, las áreas hasta entonces rurales adquieren importancia urbana; como resultado, se asiste a una reestructuración de las clases sociales que implica una reorganización también a nivel lingüístico: el griego antiguo, lengua vulgar hablada solo en áreas rurales, en la época romana, pasa a formar parte de la vida urbana, superponiéndose así al latín (la lengua oficial) e influyendo sobre este último a nivel fonético, léxico y morfosintáctico. Este proceso continúa con el advenimiento del Imperio bizantino, favoreciendo el nacimiento de una variante salentina romance y un variante salentina griego-bizantina.
Siguen los préstamos y las influencias recíprocas entre una y otra lengua. No obstante, según lo que dice Fanciullo (1996), en general se puede notar una influencia mayor del bizantino sobre el romance, como demuestra con el ejemplo del vocalismo tónico siciliano, muy amado por él. Respecto al vocalismo tónico romance, constituido por 7 vocales y 4 grados (alto, medio-alto, medio-bajo, bajo: /i/, /u/, /e/, /o/, /ɛ/, /ɔ/, /a/), el siciliano confunde las vocales medias y, por tanto, se caracteriza por 5 vocales y 3 grados. Así que se produce el cierre de todas las /e/ en /i/ y las /o/ en /u/, típico del habla salentina. Por ejemplo, la palabra “sole” (“sol” en español) es sule en salentino central, así como “stasera” (esta noche) > stasira (sal. central). El vocalismo tónico siciliano es testigo claro y directo de la influencia bizantina en el romance, porque era precisamente el bizantino el que tenía estas características.
Además, en un artículo escrito por R.Coluccia: “Migliorini e la storia linguistica del Mezzogiorno”, se afirma que en muchos textos salentinos del siglo XV se encuentran unos trazos gráficos propios del norte de Apulia o de otras regiones del extremo Sur; igualmente, muchos textos romances se escribían utilizando el alfabeto griego. Esta es otra prueba de la copresencia de diferentes tradiciones lingüísticas y no romances dentro de la región (y del Salento sobre todo), lo que implica también un proceso de afirmación del grafismo italiano más lento y más difícil aquí que en otras regiones.
Una de las fuentes literarias más importantes y útiles para el estudio del dialecto salentino es sin duda el Libro di Sidrac otrantino, o sea, la vulgarización salentina del “Libro di Sidrac”. Es uno de los escritos incluidos en el pequeño volumen “Testi non toscani del Quattrocento”, tomada de obras procedentes de varias regiones de Italia, y presenta características propias del Salento centromeridional, además de algunos rasgos típicos septentrionales.

## Descripción lingüística

### Fonética

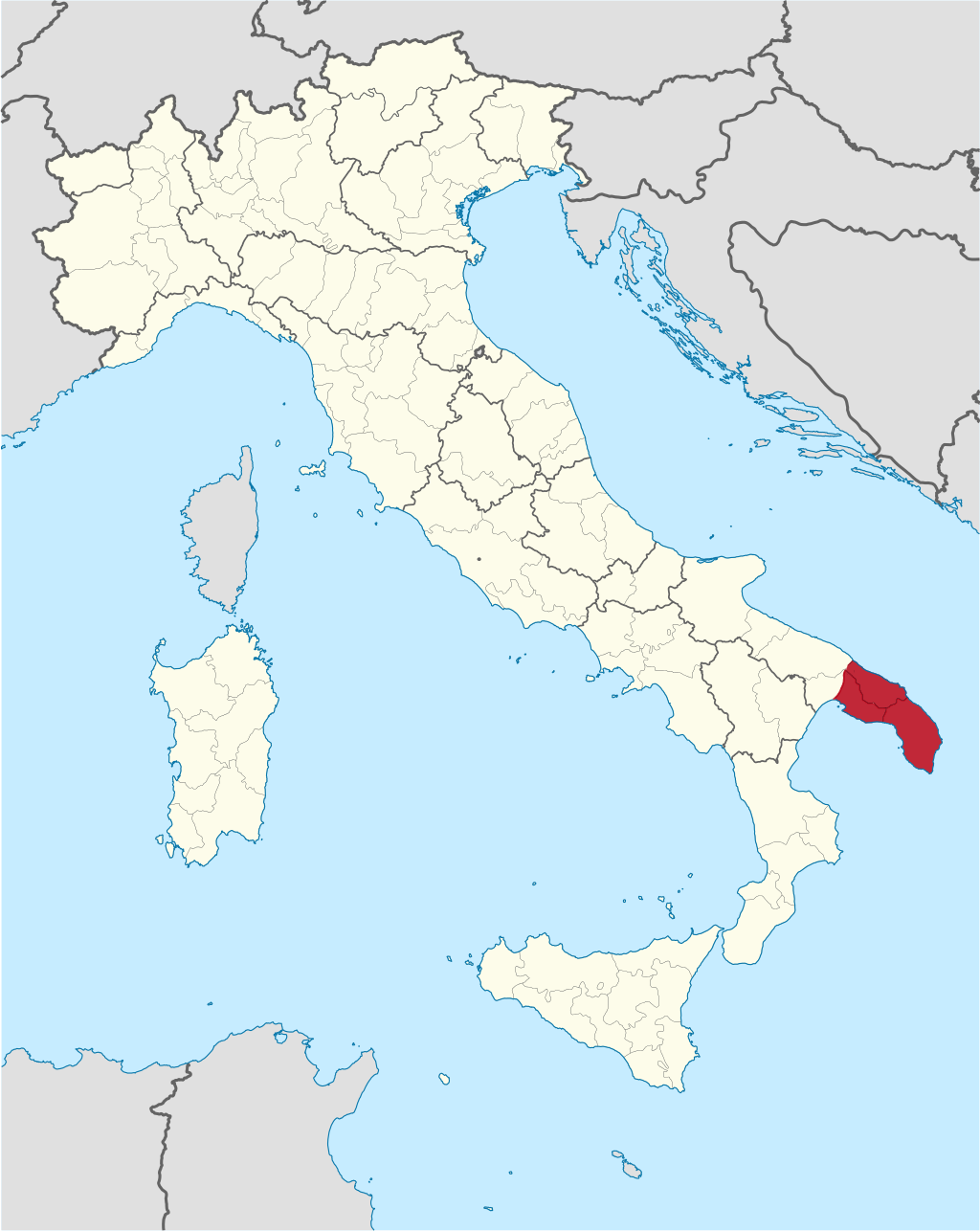

Por lo que concierne al vocalismo, destacan algunos aspectos en particular: la vocal A tónica, en cualquier posición, siempre da a (ala por “ala”; mare por “mare”; cantu por “canto”; etc.), como la átona final. Desde el sufijo latín -ARIU, normalmente, resulta -aru; por ejemplo, G.B.Mancarella (1974) menciona el vocablo salentino šenaru por el latín JANUARIU, o también, cranaru por GRANARIU. 
Otra particularidad fonética se halla en las vocales O y U pretónicas que suelen dar siempre u (puddicaru < lat. POLLICARIU o puddara < lat. PULLARIA), excepto algunos casos, en que pueden mudarse en a (brindisino canoscu por COGNOSCO u otrantino caniatu por COGNATU) o en i debido a disimilación (brindisino diluri por DOLORES). Las mismas vocales O y U átonas finales, sin embargo, siempre dan un resultado y se funden en u: por tanto, tenemos manu por “mano” o liettu por “letto” 'cama'.
En cuanto al consonantismo, el salentino se caracteriza por la presencia de unos sonidos debidos a particulares grupos consonánticos y que no existen en la lengua italiana. Primero, el resultado cacuminal o retroflexo del grupo -LL-, que da el sonido ḍḍ ([ɖ] en IPA) en todo el Salento centro-meridional (mientras que en la zona septentrional y parte de la meridional sólo hay un resultado dental, pero no retroflexo: dd). De esta manera, “cavallo” (caballo) es cavaḍḍu en Lecce, Ótranto, Galípoli, etc. (cavaddu en Brindisi y su alrededor). El mismo resultado se obtiene con el grupo -TR-, que es ṭṛ en todo el Salento centro-meridional (mientras que se queda dental en el Norte del Salento): “pietra” (piedra), pues, se dice peṭṛa (petra en Brindisi y alrededores).
Otra característica importante es la palatalización intensa del grupo -STR- intervocálico, así que se produce el sonido šš ([ʃ:] en AFI): noššu (“nostro”, nuestro), finešša (“finestra”, ventana), etc.
La asimilación de -ND- y -MB- analizada por D’Elia (1957) es otro dato peculiar del dialecto salentino y no se produce uniformemente en todo el Salento: de hecho, en algunas ciudades esta asimilación no existe para nada, de ahí que los dos grupos consonánticos permanezcan (kuandu “quando”; kiumbu “piombo”, plomo). Es el caso de Galípoli, Alezio, Tuglie, Sannicola, Aradeo, Seclì, Galatone, Cutrofiano, Soleto, Galatina, Noha, Sternatia, Zollino, Martano, Martignano, Calimera. Sin embargo, en localidades como Lecce, Squinzano, Surbo, Collepasso, Parabita, Galugnano, Strudà, Lizzanello, Cavallino, S. Pietro Vernotico la asimilación ocurre solo con -MB- que se vuelve -mm- (kiummu). Finalmente, en Castrignano del Capo, Ugento, Ruffano, Francavilla Fontana, Melendugno, Trepuzzi, Casarano, Muro, S. Vito dei Normanni, Acquarica del Capo, Gagliano, Galugnano, Melissano, Palmariggi, Vernole, S. Cesario la asimilación aparece con ambos grupos -ND- y -MB- (kuannu, kiommu).
Por último, hay que fijarse en algunas oclusivas: en particular, la dental sonora -D- en posición intervocálica se vuelve sorda (pete < PEDE, nutu < NUDU). La bilabial sonora -B-, sin embargo, pasa a una fricativa sonora -v- (vaššu < BASSU, freve < FEBRE) o cae (ucca < BUCCA, tàula < TABULA).
Sonidos no presentes en italiano:
| Grafema | IPA  | Descripción |
| ḍ       | /ɖ/  | Oclusiva retroflexa sonora: sonido postalveolar que presenta una retroflexión de la lengua. En el salentino, suele presentarse geminada (ejemplo: beḍḍa /bɛɖɖa/, bella it. bonita esp.) o de grado medio, pero relacionada con fenómenos de africación (es: ḍṛoca /ɖɽoka/, droga). |
| ṭṛ      | /ʈɽ/ | Oclusiva retroflexa sorda: sonido postalveolar que presenta una retroflexión de la lengua relacionada con fenómenos de africación (es: ṭṛenu /ʈɽɛnu/, treno it. tren esp.). |

### Sintaxis
A nivel sintáctico, el dialecto salentino se caracteriza por unos resultados para los cuales Rohlfs (1968) traza la influencia griega. Entre estos, el infinitivo dependiente sólo del verbo “poder” (pozzu šire “posso andare”, puedo ir), pero reemplazado por otras construcciones en los otros casos (m’ha dittu cu bbau “mi ha detto di andare”, me ha dicho que me vaya; senza cu mminti “senza mettere”, sin poner). Además, es importante también la distinción entre dos conjunciones que introducen una subordinada: si se trata del verbo “querer”, se utiliza cu (oju cu bbau “voglio andare”, quiero ir); si no, se utiliza ca (pensu ca vegnu “penso che verrò”, creo que vendré).
De influencia griega es también el periodo hipotético construido con el imperfecto de indicativo. Un ejemplo puede ser “se avessi fame, mangerei” (si tuviera hambre, comería), que se transforma en či tinìa fame, manğava.
Otra característica de procedencia griega es la propensión a colocar el verbo al final de la frase: “ecco, è il dottore!” (¡Aquí está el doctor!) se vuelve en na’, lu tuttore ete! Asimismo, los tiempos progresivos se construyen utilizando el indicativo en lugar del gerundio (sta bbae “sta andando”, está yendo; sta ššìa “stava andando”, estaba yendo).
Por último, en el dialecto salentino no existe el tiempo futuro. Para expresar una acción futura se emplean dos construcciones en particular: el verbo “estar” + indicativo, como para los tiempos progresivos (cagnàtuta sta bbene crai “tuo cognato verrà domani”, tu cuñado va a venir mañana); o el verbo “tener (que)” (“avere”) + infinitivo (cagnàtuta ha bbinire crai).

### Morfología
Hablando morfológicamente, el dialecto salentino ofrece una amplia gama de peculiaridades. Aquí intentaremos analizar los aspectos más difundidos y comunes en toda el área del Salento.
Para empezar, en italiano existen algunos nombres que terminan por -e y cuyo género, por tanto, no se reconoce en seguida (“il fiore” la flor, “la fronte” la frente). Por eso, el dialecto salentino tiende a sustituir esa desinencia ‘ambigua’ por otra para no crear confusión. Esto se produce sólo con los sustantivos y los adjetivos masculinos (lu fiuru “il fiore”; moḍḍu “molle”, blando). Siempre a propósito de la ambigüedad de género que implica la desinencia -e, existen unos nombres que tienen género diferente en dialecto respecto al italiano (“il ventre” el vientre > la venṭṛe; “il capo” la cabeza > la capu; “la parete” la pared > lu parite).
Otra peculiaridad surge del uso de meju/pešu (“meglio/peggio”) en vez de “migliore/peggiore” (mejor/peor). Por lo que se deduce que estos términos dialectales proceden de los neutros latinos MELIUS/PEJUS y no MAIOR, PELIOR, PEJOR. Así que en dialecto se dice li meju fiuri por “i fiori migliori” (las flores mejores).
En el dialecto salentino no existe el uso del pronombre partitivo para expresar una cantidad indeterminada; en su lugar, se suele emplear doi: aḍḍu ccattatu ddoi mile “ho comprato delle mele” (he comprado unas manzanas). Hay que destacar también que, mientras que en italiano el pronombre posesivo suele anteceder al sustantivo al que se refiere, en dialecto se pospone; de ahí que el italiano “il mio cane” (mi perro) corresponda al salentino lu cane meu. Además, el uso del pronombre en posición enclítica está muy extendido. Unos ejemplos de Rohlfs (1967): sòruta, fràtuta, sirsa, cagnàtuta,…
En cuanto a los pronombres personales, sería mejor esquematizar la situación:
|           | Pron. Pers. Sujeto              | Pron. Pers. Sujeto | Pron. Pers. Objeto | Pron. Pers. Objeto | Pron. Pers. Objeto     | Pron. Pers. Objeto                                |
|           |                                 | Forma tónica       | Forma tónica       | Forma átona        | Forma átona            |                                                   |
|           | It.                             | Sal.               | It.                | Sal.               | It.                    | Sal.                                              |
| 1a p. sg. | io                              | jeu, jou, iu, mìe  | me                 | mìe, meve          | mi                     | me                                                |
| 2a p. sg. | tu                              | tìe                | te                 | tìe, teve          | ti                     | te                                                |
| 3a p. sg. | lui, egli, esso lei, ella, essa | iḍḍu iḍḍa, eḍḍa    | lui, sé lei, sé    | iḍḍu iḍḍa, eḍḍa    | lo, gli, si la, le, si | lu, li, ndi, nde, ni, ne la, li, ndi, nde, ni, ne |
| 1a p. pl. | noi                             | nui                | noi                | nui                | ci                     | ne (nde)                                          |
| 2a p. pl. | voi                             | vui (ui)           | voi                | vui                | vi                     | ve                                                |
| 3a p. pl. | loro, essi loro, esse           | iḍḍi iḍḍe, eḍḍe    | loro, sé loro, sé  | iḍḍi iḍḍe, eḍḍe    | li, si le, si          | li le                                             |

Como se puede notar en el cuadro, dentro de la función sujeto la primera persona singular deriva del latín EO, correspondiente a la forma popular EGO; pero a veces (raramente) se utiliza la forma MIHI en su lugar (mìe). La segunda singular procede de TIBI, y en la tercera singular y plural destacan los directos continuadores de ILLU/A. Dentro de la función complemento, en la forma tónica los pronombres se mantienen casi invariados, salvo las primeras dos personas, de ahí que en unas zonas de Lecce se empleen las formas meve y teve también (a mmève, cu ttève). En la forma átona, es interesante observar los diferentes tipos pronominales en la tercera persona singular: en varios lugares del Salento (provincia de Lecce o Galípoli), en efecto, la función dativa se expresa con ndi, nde, ni, ne (< INDE) en vez de li. Unos ejemplos: dinni “digli” (dile), ni disse “gli disse” (le dijo), dičìmunde “diciamogli” (digamosle),…
Por último, igualmente peculiar es la manera de expresar respeto hacia alguien con quien hablamos: en lugar del italiano “lei” (o del antiguo “voi”) correspondiente al español “usted”, el dialecto salentino se sirve del sustantivo signurìa manteniendo el verbo en la segunda persona singular: signurìa oi na fetta te pane? “vuole (/volete) una fetta di pane?” (¿usted quiere una rebanada de pan?).

## Las variantes del salentino: diferencias territoriales

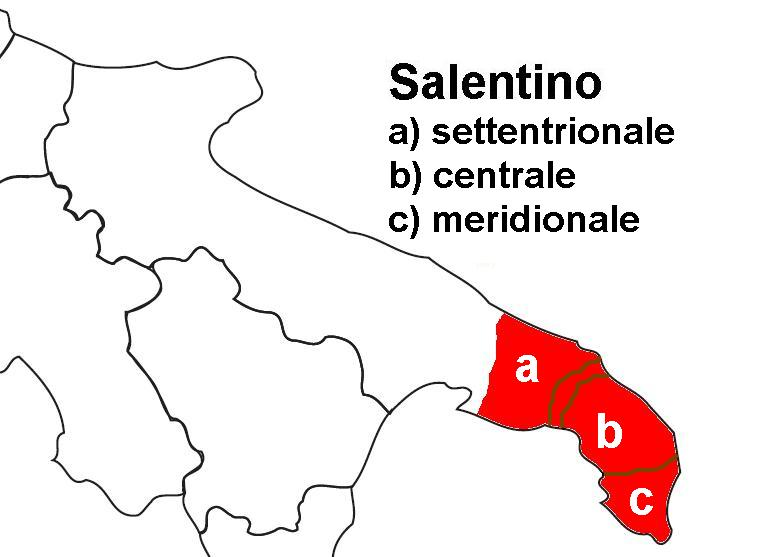

A pesar de las características dialectales anteriormente citadas y repartidas uniformemente en todo el Salento, el salentino es un dialecto que, como la mayoría de los dialectos italianos, tiene construcciones y expresiones fonéticas que se han desarrollado a lo largo de la historia de manera diferenciada y no uniforme. Por eso, es más apropiado hablar de ‘dialectos’ salentinos, divididos en: salentino septentrional, que corresponde al área de Brindisi y sus alrededores; salentino central, que comprende una porción de la provincia de Lecce; salentino meridional, hablado al sur de la línea Galípoli-Maglie-Ótranto.
A este respecto, hay tres estudiosos en particular que han contribuido a trazar un enfoque general del Salento analizando los resultados dialectales de tres centros que representan respectivamente las tres variedades salentinas: F. Ribezzo (1912) con Francavilla Fontana; G. Morosi (1874), Lecce; S. Panareo (1903) con Maglie.
Oronzo Parlangeli, por otro lado, afronta el tema sobre todo desde el punto de vista histórico, sosteniendo que la llegada de los bizantinos a la Tierra de Otranto fue causa de ruptura de la unidad lingüística preexistente: por tanto, la parte meridional resultó la más conservadora; la parte septentrional, la más abierta a las reformas procedentes del resto de Italia; la parte central, por último, sólo aceptaba las reformas procedentes del Norte del Salento.
Fueron principalmente dos las reformas que determinaron la distinción dentro del Salento: la metafonía y la diptongación condicionada. Estas reformas, pues, fijaron definitivamente los rasgos de los tres sistemas vocálicos del Salento:
- Sistema napolitano en el Salento septentrional;
- Sistema siciliano en el Salento meridional;
- Sistema ‘de compromiso’ en el Salento central.

### Salento septentrional
En cuanto al vocalismo tónico, el salentino septentrional se caracteriza por un sistema vocálico napolitano que acepta siempre la metafonía y la diptongación condicionada. De este modo, Ĭ, Ē dan e cuando la vocal final es de primeras condiciones (o sea, cuando se trata de -A, -E, -O); sin embargo, dan i cuando es de segundas condiciones (-I, -U). De Ribezzo (1912), en el primer caso, tenemos: pera (PĬRA), creu (CRĒDO). En el segundo caso tenemos: crišši (CRĒSCIS) , pilu (PĬLU). Igualmente, Ō, Ŭ dan o en las primeras condiciones y u en las segundas condiciones. Siguiendo con las indicaciones de Ribezzo (1912), en el primer caso: cota (CŌDA), occa (BŬCCA). En el segundo caso: sulu (SŌLU), puzzu (PŬTEU). Tanto con Ĭ, Ē como con Ō, Ŭ, por tanto, se asiste a fenómenos de metafonía.
La diptongación condicionada, sin embargo, se produce con la vocal latina Ĕ que se convierte en e en las primeras condiciones, mientras que se transforma en el diptongo iè en las segundas condiciones. Por ejemplo, se puede notar: šela (GĔLAT), pete (PĔDE). Además: mieru (MĔRU), fierru (FĔRRU). Asimismo, Ŏ da o en las primeras condiciones, mientras que diptonga en uè en las segundas condiciones. Por ejemplo: rota (RŎTA), oši (HŎDIE); cueru (CŎRIU), fuecu (FŎCU). Por último, Ī se convierte siempre en i (filu < HĪLU) y Ū, en u (crutu < CRŪDU).
En cuanto al vocalismo átono, es suficiente apuntar que las vocales I y E, tanto en posición inicial absoluta, cuanto en posición intertónica y final, siempre dan i (piccatu < PECCATUM,  fori < FORIS). Además, todas las vocales postónicas no finales tienden siempre a asimilarse a la vocal final. Ribezzo (1912), por ejemplo, nos señala passuru por PASSERU.
Entre las características consonánticas del salentino septentrional, es particular el comportamiento de la oclusiva velar sonora /g/, que en posición inicial seguida por /a/ se convierte en /j/. Lo mismo puede pasar con la velar sorda /k/ (jaddu < GALLUS, jattu < CATTU). Por último, el grupo consonántico inicial GR- se vuelve sordo (kranu “grano”, trigo), mientras que el grupo -ALC- dentro de la palabra tiende a convertirse en -auč- (kàuči “calci”, patadas).

### Salento central
El sistema vocálico de la zona central del Salento es un sistema ‘de compromiso’ que conoce la diptongación condicionada pero no presenta fenómenos de metafonía. De hecho, las vocales latinas Ĕ y Ŏ aportan los mismos resultados que el salentino septentrional: no cambian en las primeras condiciones (Ĕ > e, Ŏ > o) y diptongan con vocal final de segundas condiciones (Ĕ > iè, Ŏ > uè). Ejemplificando, basándonos en Morosi (1874): tene (TĔNET), tiempu (TĔMPU); core (CŎRE), vueli (VŎLAS). A diferencia de las anteriores, las tres vocales extremas palatales Ī, Ĭ, Ē siempre dan i, así como las tres vocales extremas velares siempre dan o. A ver: filu (HĪLU), pilu (PĬLU), čira (CĒRA); purpu (PŌLYPU), nuče (NŬCE), fruttu (FRŪCTU).
Por lo que concierne a las vocales átonas, I y E pretónicas, propenden a transformarse en e (fenešša < “finestra”, ventana); mientras que en posición final se conservan siempre, dando así dos resultados distintos: gnuranti (“ignoranti”, ignorantes), lu mare (“il mare”, el mar).
En conclusión, a nivel consonántico hay pocas peculiaridades que distinguen el salentino central de las otras variedades locales. En particular, la oclusiva velar sorda /k/ tiende a caer, dando lugar a vocablos como fatìa (en lugar de “fatica”, fatiga); mientras que la velar sonora /g/ muy a menudo se vuelve sorda (kaḍḍu < GALLUS).

### Salento meridional
El dialecto del extremo sur del Salento se caracteriza por un sistema vocálico siciliano que no aceptó ninguna de las dos innovaciones procedentes del resto de Italia. Eso significa que no hay fenómenos de metafonía ni de diptongación condicionada. Así como en el Salento central, aquí también las tres vocales extremas palatales Ī, Ĭ, Ē producen siempre un solo resultado fundiéndose en i, mientras que las tres extremas velares Ō, Ŭ, Ū dan u. A este respecto, Panareo (1903) cita: ripa (RĪVA), sṭṛittu (STRĬCTU), sira (SĒRA); uče (VŌCE), urpe (VŬLPE), nutu (NŪDU). La vocal Ŏ, al contrario de las otras variedades salentinas, siempre da o (foku < FŎCU); igualmente, Ĕ da -casi- siempre e (pete < PĔDE), excepto algunos casos en que, en las segundas condiciones, se puede encontrar el diptongo iè. Unos ejemplos de Maglie: kurtieḍḍu, martieḍḍu, skarpieḍḍu (-ĔLLU), mieru (MĔRU). Además, las vocales átonas I y E en posición pretónica y postónica, en algunos dialectos dan i y en otros e, aunque en general se puede afirmar que en todo el Salento meridional hay una fuerte tendencia a transformarlas en a. Así que tenemos, por ejemplo, passareḍḍu por “passerotto” (gorrioncillo) o puareḍḍu por “poveretto” (pobrecito). Las mismas vocales átonas en posición final producen dos resultados distintos i y e, al igual que en el Salento central.
La única peculiaridad consonántica que evidenciar del salentino meridional es la conversión de la oclusiva velar /g/ de sonora a sorda (como el salentino central).
En conclusión, a nivel sintáctico existe una característica particular y común a unos pueblos del área de la Grecia Salentina, entre ellos, Martano, Corigliano de Ótranto, Castrignano de’ Greci, Cutrofiano, Soleto y Zollino. Se trata del uso del pretérito indefinido en lugar del pretérito perfecto para expresar acciones que acaban de ser cumplidas. Por ejemplo, la frase “oggi è andato a mare” (hoy ha ido a la playa) se dice oše šìu a mmare (“oggi andò a mare”, hoy fue a la playa).

## Dialectos salentinos y dialectos pulleses
Más en general, existe una diferencia notable entre los dialectos hablados en el Salento y los otros dialectos pulleses. Mientras que los primeros, como ya se ha dicho, forman parte del grupo meridional extremo y son una variedad de la lengua siciliana, los segundos pertenecen al grupo meridional intermedio y poseen principalmente un sistema vocálico napolitano. Esta diferencia tiene motivaciones de carácter histórico-lingüístico: en efecto, resulta ya desde una antigua diversidad entre el latín aceptado por los messapi (en el sur de la región) y él de los samnitas (en el norte). Luego, tal distinción se acentuó en los siglos VII-VIII, con las luchas entre longobardos y bizantinos. Estos últimos, una vez obtenida la supremacía económica y cultural en el Salento, prohibieron cualquier tipo de innovación lingüística proveniente del resto de Italia. Por lo que hoy en día hay dos realidades lingüísticas muy distintas, aunque dentro de la misma región.
Al igual que en el salentino, existen unos ‘subgrupos’, o variedades, dialectales también dentro de los dialectos pulleses: está el dialecto foggiano, hablado más en el norte, y el dialecto barese, hablado, justamente, en la provincia de Bari y en la de Barletta-Andria-Trani (BAT). Luego está el así llamado ‘umbral de Messapia’ (“soglia messapica”), o sea, toda el área que se extiende a lo largo de la línea imaginaria entre Tarento y Ostuni, cuyas variedades dialectales presentan características de transición entre el dialecto barese y el salentino.
Vamos ahora a analizar los elementos fundamentales en los que se basa la distinción entre Apulia y Salento. La primera característica relevante de los dialectos pulleses es el uso de la “e” muda (ё o /ǝ/, schwa) en lugar de las vocales átonas, sobre todo en posición final (casё “casa”; portё “porta”, puerta). El salentino, sin embargo, pronuncia claramente todas las vocales. Otro fenómeno muy difundido en la Apulia centro-septentrional y desconocido en el Salento es la sonorización de las consonantes postnasales. Así que los grupos “nt”, “nc”, “mp”, “ns” se vuelven nd, ng, mb, nz (candare, angora, tembo, penziero). Típico sobre todo del dialecto barese es la fractura vocálica. Por ejemplo, gaddöinё por “gallina”, farèinё por “farina” (harina), etcétera. Otro fenómeno característico de la zona es la palatalización de “a” en diptongo, de ahí que “fratello” (hermano) se diga freutё (< FRATER) y “pala”, peulё. Además, el sistema vocálico salentino (Salento septentrional excluido) no comprende la metafonía, una de las famosas innovaciones que llegaron al centro-sur pero no lograron entrar en el área meridional extrema. En los dialectos pulleses, pues, “questo” (éste) se dice chistu o “mese” (mes) misi. En fin, peculiar de esta variedad dialectal es el uso de la desinencia -kё en la primera persona del presente de indicativo, por lo cual se dirá màngёkё o pòrtёkё por “mangio” (como) o “porto” (llevo) (sal. manğu, portu).

## Literatura en dialecto salentino

### Textos dialectales de los siglosXVIII-XIX
Los primeros textos dialectales que se conocen surgieron en los siglos XVIII-XIX, muchos de los cuales resultan de una tradición oral. La mayoría de las composiciones se escribían en forma de poesía, y se trataba sobre todo de sonetos o pequeños poemas en octava rima. Además, eran escritos para circunstancias particulares como celebraciones anuales o reuniones académicas y muchas veces estaban destinados a la recitación. Entre los temas y motivos más frecuentes, se pueden encontrar referencias mitológicas, la sátira política, el contraste entre lenguas diferentes o la cultura popular. A continuación, se presentan algunos de los textos más antiguos en dialecto salentino, escritos por autores desconocidos y publicados sucesivamente.
Il viaggio de Leuche: se trata de un pequeño poema dialectal en octavas escrito en los primeros años del siglo XVIII. En el encabezamiento está escrito: Viaggio de Leuche à lingua de Lecce compostu dallu Mommu de Salice, ed últimamente dallu medesimu rinuatu mpiersu lu Scegnu de Casaleneu, e deddicatu allu Marchese d’Oria D. Michele Imperiale. Divisu ntre Canti (“viaggio di Leuca nella lingua di Lecce composto da Geronimo di Salice, ed últimamente dallo stesso rinnovato presso la Fonte Pliniana di Manduria, e dedicato al Marchese di Oria D. Michele Imperiale. Diviso in tre Canti”, viaje de Leuca en la lengua de Lecce escrito por Gerónimo de Salice, y últimamente renovado en la Fuente Pliniana de Manduria, y dedicado al Marqués de Oria D. Michele Imperiale. Dividido en tres Cantos). Del autor (Mommu de Salice) se sabe poco: murió en 1714 en Manduria y era un cura nativo de Salice que oficiaba en Guagnano. El tema, como el título mismo sugiere, es el del viaje (precisamente, el viaje que hizo el autor a Leuca); pero hay otros motivos dentro de la composición, como el de la cultura popular: de hecho, cita unos dichos populares todavía activos, cantos tradicionales, apodos, o a veces expresiones vulgares. La variedad lingüística que se utiliza es el dialecto de Lecce.
Nniccu Furcedda: es una farsa pastoral del siglo XVIII dividida en tres actos y situada en una alquería de Francavilla Fontana. Todavía se representa en la ciudad, en las fiestas de carnaval. No sabemos mucho sobre el autor, pero se supone que se trata de un Ciommo Bachisi (versión dialectal de Girolamo Bax): originario de Grottaglie, tal vez estudió medicina en Nápoles bajo la protección de Michele Imperiali. Se casó con una pariente suya, Angela Bax, en 1714 y murió en 1740. En cuanto a la obra, el protagonista, Nniccu Furcedda, es un dueño de alquería que quiere dar a su hija Nina como esposa a Rocco, un doctor que ha estudiado en Nápoles. Pero Nina está enamorada de otro hombre, Paolo, con el que al final consigue casarse gracias también a la ayuda de su madre Perna. A lo largo de la farsa hay muchas referencias a la cultura popular: se utilizan apodos e injurias, dichos tradicionales, imprecaciones y proverbios. Es emblemática la figura de Rocco, doctor que, en cuanto tal, intenta utilizar un lenguaje más ‘áulico’ e ‘italianizado’, soliendo caer en el ridículo.
Diálogo tra un Toscano e un Gallipolino: se trata de un libro en versos de 1794 cuyo autor es desconocido. Es un diálogo entre un habitante de Galípoli y un toscano, que discuten sobre una comedia que acaban de ver: muy apreciada por el primero, menos por el segundo. Por lo que se estructura como un verdadero contraste, no sólo de ideas, sino también de personajes (uno viene de una precisa ciudad del Salento, Galípoli, mientras que el otro es, más genéricamente, ‘toscano’) y, sobre todo, de mentalidades que se expresan por medio de dos códigos diferentes: el dialecto del galipolino (registro popular) y el italiano del toscano (registro áulico). El contraste es así una parodia no del registro dialectal, sino del registro más áulico del italiano.

### Autores contemporáneos
Merecen unas menciones otros autores en dialecto salentino más recientes:
Orazio Testarotta de Taviano (1870-1964): su verdadero nombre es Oronzo Miggiano. El seudónimo con el que se conoce fue elegido por razones específicas: el nombre Orazio alude al poeta latino con el cual comparte el carácter satírico de sus obras; mientras que Testarotta es la traducción en italiano del dialecto capiruttu (cabeza rota) porque se caía siempre de cabeza. La suya es una poesía que emplea la sátira para denunciar la situación política y social de la época. En efecto, tres son los temas fundamentales en los que se basa: la condición político-social desde el fascismo hasta la edad republicana; la condición de la población en relación con la economía; el progreso industrial y tecnológico que turba el sistema entero.
Giuseppe Susanna (1851-1929): su poesía tiene una función ideológica y progresista, y por eso en neto contraste con la poesía dialectal antecedente. El principal objetivo en las obras de Susanna es la emancipación del proletariado y de los campesinos, basándose en un lenguaje ya no sentimental como el de finales del siglo XIX.
Pietro Gatti de Ceglie Messapica (1913-2013): junto a Nicola G. De Donno y Erminio Caputo, es uno de los máximos representantes de aquella generación de autores que operaron sobre todo después de la Segunda Guerra Mundial. Se trata de un periodo caracterizado por una mayor libertad de escritura y continuas experimentaciones. Sobre todo, la poesía dialectal se renovó radicalmente, caracterizada ahora por un fuerte individualismo y subjetivismo.
Nicola Giuseppe De Donno de Maglie (1920-2004): pertenece a la generación de autores nacidos entre 1915 y 1930. En sus obras trata temas y problemas muy actuales, moviéndose libremente del auobiografismo a la sátira a argumentos religiosos o sociales. Utiliza el dialecto como lengua autónoma, libre de cualquier compromiso expresivo.
Erminio Caputo (nacido en Campobasso, en 1921): él también pertenece a la generación de los escritores nacidos en los primeros treinta años del siglo. Concebido por padres salentinos, se estableció en Lecce en 1965, después de unas estancias ocasionales en Toscana y Marcas. A diferencia de De Donno, que representaba un punto de referencia importante para él, su poética es prevalentemente religiosa, ligada no tanto a la realdad externa que le rodea, cuanto a la interior, íntima, del alma.

## Proverbios[19]
A čči sparte  la megghiu parte
a quien comparte le toca la porción más pequeña.
Batti lu fierru quannu è cautu
“batti il ferro finché è caldo” (bate el hierro mientras esté caliente): cada situación hay que afrontarla y resolverla en tiempos breves, no conviene dejar nada en suspenso.
Či all’aria sputi a ’nfačče te cate
“se sputi in aria ti ricade in faccia” (si escupes por el aire te va a caer en la cara): si desprecias a alguien o algo te va a recaer tarde o temprano.
Či è turtura all’acqua torna
“se è tortora all’acqua torna” (si es tórtola vuelve al agua): si alguien parece propenso a algo tarde o temprano lo demostrará.
Či llassa la sṭṛada ecchia pe lla noa, sape čče llassa ma nu ssape čče ṭṭṛoa
“chi lascia la strada vecchia per la nuova, sa cosa lascia ma non sa cosa trova” (quien deja el camino viejo por el nuevo, sabe qué deja pero no sabe qué encuentra): cuando decidimos empezar un camino nuevo, siempre somos conscientes de lo que dejamos, pero nunca sabemos qué vamos a encontrar.
Či našše čučču nu ppote murire caḍḍu
“chi nasce asino non può morire cavallo” (quien nace asno no puede morir caballo): en la vida nunca se cambia.
Fače cchiù miraculi na utte te mieru ca na chiesa china te santi
“fa più miracoli una botte di vino che una chiesa piena di santi” (hace más milagros un tonel de vino que una iglesia llena de santos).
Fanne comu te fannu ca nu bbe ppiccatu
“fai ciò che gli altri ti fanno che non è peccato” (haz lo que te hacen los otros porque no es pecado).
La cuta è forte a scurčare
“la coda è forte da spellare” (la cola es fuerte para desollarla): la parte final de algo siempre es la más difícil de terminar.
Lu purpu se coče cu ll’acqua soa stessa
“il polipo si cuoce con la sua stessa acqua” (el pulpo se cuece con su propia agua): una persona puede aprender sólo de sus propios errores.
Nu ppoi tinire la utte china e la mujere mbriaca
“non puoi avere la botte piena e la moglie ubriaca” (no puedes tener el barril lleno y la mujer borracha): no se puede conseguir todo en la vida, hay que saber elegir.
Quannu auṭṛu nu ttei cu mmammata te curchi
“quando altro non hai con tua madre ti corichi” (cuando no tienes otra cosa te acuestas con tu madre): cuando no tienes otras posibilidades te contentas de lo que tienes.
Quannu lu tiaulu te ncarizza l’anima toa ole
“quando il diavolo ti accarezza l’anima tua vuole” (cuando el diablo te acaricia quiere tu alma): si una persona de repente se comporta gentilmente, lo hace porque quiere algo a cambio.
Stenni lu pete pe quantu è llongu lu passu
“stendi il piede per quanto è lungo il passo” (extiende el pie por cuanto es larga la pisada): haz lo que puedes hacer sobre la base de los recursos que tienes a disposición.
Te cabbi nu nči mori ma čči ccappi
cabbu (o iabbu) = “criticare”, “parlar male” (criticar, hablar mal): no hay que criticar o juzgar de manera inapropiada porque un día podría pasar la misma desaventura a quien primero hablaba mal de ella.

## Onomástica
La fuerte influencia de la lengua griega primero y de la latina después se percibe no sólo en el dialecto hablado, sino también en el campo de la onomástica salentina. En general, hay una fuerte presencia de topónimos y antropónimos griegos con respecto de los latinos.
Por lo que concierne a los topónimos, basta enumerar algunos de los de origen griega: Aradeo, Badisco, Calimera, Cocùmola, Leuca, Paràbita, Ràcale, Sanàrica, Sternatìa, etc. Hay también muchos topónimos (sobre todo en la zona meridional del Salento) que terminan por -ano (Alessano, Gagliano, Taurisano,…): se trata de una desinencia de origen latina que deriva de la costumbre, en época imperial, de determinar una propiedad (o finca) por el nombre del dueño, creando un adjetivo desde el nombre gentilicio. Por lo que de ANTONIUS, por ejemplo, resultaba ANTONIANUM. Existen 43 de este tipo en todo el Salento, incluido algunos pueblos de la Grecia Salentina (Castrignano, Corigliano, Martano, Melpignano,…), cuya desinencia oficial -ano en grico es -ana: así tenemos, por ejemplo, Curiana por Corigliano o Martana por Martano.
El mismo sufijo -ano está muy presente también dentro de los antropónimos, pero aquí se acentúa: Castrignanò, Corlianò, etcétera. Se trata, en este caso, de antropónimos de origen griego. Más en general, podemos reconocer ‘griegos’ todos aquellos antropónimos (o -pocos- topónimos) con acentuación oxítona (Agrosì, Arnò, Bassilì; Castrì, Nardò). Según lo que declara Cassoni (1989) «-ò corresponde a -os, -on; -à corresponde al sufijo griego -as, desde un previo -éas;   -ì corresponde a -e(ta), -ìon». Además, Paolo Stomeo (1984) evidenció que el 25% de los apellidos salentinos todavía está atestiguado en Grecia.
Luego hay nombres que reflejan las diferentes minorías lingüísticas asentadas a lo largo de la historia. Por ejemplo, encontramos apellidos de origen albanés (Bellusci, Frascino, Gramascio, Stamati, Tocci,…), resultantes de la inmigración de esas poblaciones alrededor de la provincia de Tarento entre el siglo XV y 1530. O también, hay indicios de la inmigración eslava ocurrida en torno a 1500 en unos pueblos de la provincia de Brindisi (San Vito dei Normanni, originariamente llamado San Vito degli Schiavoni) o el mismo apellido Bax, seguramente eslavo.

## Fraseología
Bbaššare l’ali
“abbassare le ali” (bajar las alas): parar con la soberbia y la arrogancia.
Canğare l’acqua all’učeḍḍu
“cambiare l’acqua all’uccello” (cambiar el agua al pájaro): es la manera más suave para decir ‘orinar’. En algunos pueblos se dice también canğare l’acqua alle ulìe o šettare nu picca te acqua.
Canuššutu comu lu sette danari
“conosciuto come il sette di denari” (conocido como el siete de oros): se dice de una persona muy notoria.
Curnutu, vattutu e caččatu te casa
“cornuto, picchiato e cacciato di casa” (cornudo, apaleado y expulsado de casa): se dice de quien, además de sufrir el daño por algo por lo cual no tiene culpa, tiene que soportar también las consecuencias injustas.
Fare casa e pputea
“fare casa e taverna” (hacer casa y taberna): habitar en una pequeña casa, que comprende alojamiento y actividad comercial.
Nde šimme cu nna manu a nnanzi e una a rretu
“ce ne andammo con una mano davanti e una dietro” (nos fuimos con una mano delante y otra detrás): como si estuviéramos desnudos. Cuando no hay dinero.
Nu ffischia
“non fischia” (no silba): se dice de quien es impotente, no tiene capacidades sexuales, pero también quien no consigue hacer su trabajo con precisión.
Restare all’urmu
Quedarse sin nada.
Rriccojere cu llu cucchiarinu
“raccogliere con il cucchiaino” (recoger con la cucharilla): se dice de una persona que no está bien para nada y debe ser ayudada por alguien para recuperarse.
Stare a ččommu
Estar mal de verdad.
Stare cchiù ḍḍai ca quai
“essere più di là che di qua” (estar más allá que acá): estar moribundo. En unos pueblos se dice también stare cu lli peti a lla fossa.
Stare cu lla luna
Ser irascible.
Tare nu corpu alla utte e unu allu tampagnu
“dare un colpo alla botte e uno al coperchio” (dar un golpe al barril y otro al tapón): ser un poco estratega, intentar ir de acuerdo con todo y todos.
Ttaccare bbuttune
“attaccare bottone” (abrochar botón): empezar a hablar mucho y no darse cuenta de fastidiar a quien escucha.
Ucca te furnu
“bocca di forno” (boca de horno): se dice de una persona que come mucho.